# Капский длиннокрылый попугай
Капский длиннокрылый попугай (лат. Poicephalus robustus) — птица семейства попугаевых.

## Внешний вид
Длина тела 33 см, хвоста 9 см. Основная окраска оперения зелёная. Голова, шея и грудь желтовато-коричневые, низ голубовато-зелёный, спина и крылья тёмно-оливково-зелёные, край крыла и пятно на лбу красные или кирпично-оранжевые. У некоторых особей на щеках есть розоватый налёт. Клюв светлой окраски, окологлазное кольцо чёрное. Радужка тёмно-коричневая. Лапы серые.

## Распространение
Обитает на юго-востоке Африки.

## Образ жизни
Населяют саванны, леса, мангровые заросли, фруктовые сады, до высоты 4000 м над уровнем моря. Живут, в основном, парами или небольшими группами. В полёте поддерживают контакт с помощью громкого крика. Питаются семенами, ягодами, орехами, цветками, листьями и веточками деревьев, иногда насекомыми.

## Размножение
Гнездятся в дуплах деревьев. Самка откладывает 2—4 белых яйца. Насиживание длится 26—28 дней.
Редкий вид.

## Содержание
Неприхотливые попугаи. Долго живут в домашних условиях.

## Классификация
Международный союз орнитологов не выделяет подвидов. Ранее в составе вида рассматривали три подвида, два из которых позднее были выделены в отдельный вид Poicephalus fuscicollis:
- Poicephalus fuscicollis fuscicollis (Kuhl, 1820) — мельче номинативного подвида. Окраска, в основном, как у P. r. suahelicus, но передняя часть тела аквамариновая. У самцов почти всегда отсутствует полоса на лбу, у самки полоса красная, оранжевая или розоватая. Надклювье короче, чем у P. r. suahelicus. Обитает в Гане, Того, Гамбии, на юге Сенегала.
- Poicephalus fuscicollis suahelicus Reichenow, 1898 — длина тела до 34 см. Похож на номинативный подвид, но голова и шея серые. На щеках вкрапления красных пёрышек. У самца часто отсутствует полоса на лбу, у самки полоса красная с серыми вкраплениями. Передняя часть тела зелёная. Надклювье большее — до 45 см. Обитате в Мозамбике, Зимбабве, центральных районах Танзании, на севере Ботсваны, севере Намибии, юге Д. Р. Конго.